# Paul Cazeneuve (acteur)
Pour les articles homonymes, voir Cazeneuve.
Georges Alba, dit Paul Cazeneuve, né à Revel (Haute-Garonne) le 11 mai 1871 et mort à Los Angeles (Californie) le 22 juin 1925, est un acteur et directeur de théâtre français émigré aux États-Unis. En 1906, Il devient copropriétaire  du théâtre québécois  le Théâtre National Français, futur Le National. À partir de 1919, il travaillera à Hollywood comme acteur et réalisateur à l'époque du cinéma muet.

## Biographie

### Jeunesse
Paul Cazeneuve est le fils de Gabriel Alba, professeur de droit, et d’Augusta Grillières, et le filleul du  ténor Victor Capoul. Il  débute comme comédien à l’âge de quatre ans sur la scène du Théâtre du Capitole de Toulouse, ville natale de son parrain. Il reçoit quelques cours de diction de Maubant avant de se rendre à Boston avec son père.

### Période américaine et canadienne
Son père s'installe à Boston pour enseigner à la  Harvard University de Cambridge, au Massachusetts. C'est là que Paul Cazeneuve fait son véritable apprentissage d'acteur dans la troupe française The Maude Banks. Dans la même année, il accompagne la troupe à Montréal puis revient aux États-Unis. Il se forme alors auprès d'acteurs prestigieux comme Tommaso Salvini et partage la scène avec Edwin Booth et Helena Modjeska, grandes célébrités du moment. Il participe, entre autres, aux tournées de la comédienne Hortense Rhéa, non moins célèbre. De 1896 à 1898, Cazeneuve alterne les représentations entre les États-Unis et le Canada, indifféremment dans la langue anglaise et française. Il retourne à Montréal en 1899 pour interpréter le rôle de Méphisto dans une adaptation du Faust de Goethe qui eut un très grand succès.

### Période duThéâtre national français
Le 12 août 1900 est inauguré le  Théâtre national français, construit à l'instigation du directeur de troupe de théâtre québécois, Julien Daoust. À la suite de difficultés financières, Julien Daoust vend le bâtiment à l’homme d’affaires, Georges Gauvreau , qui fait appel à Paul Cazeneuve en l'engageant, le 11 mars 1901, comme acteur et directeur artistique. Situé à Montréal, le Théâtre national français (aujourd’hui Le National) est le premier édifice au Québec construit dans le but exclusif de servir de théâtre à une troupe professionnelle jouant des pièces en langue française. À cette époque plus de 85 % des pièces sont en anglais, l’arrivée du Théâtre national français marque un tournant dans le paysage culturel montréalais. Si les pièces les plus populaires restent des adaptations francophones des succès de Broadway, Cazeneuve met tout de même à l’affiche durant son mandat une cinquantaine de pièces canadiennes-françaises. Il met aussitôt en scène une nouvelle version plus personnelle de Faust qui attirera plus de 12 000 spectateurs en une semaine et 28 représentations consécutives. Très rapidement, en juin 1901, il s’adjoint le futur cinéaste Léo-Ernest Ouimet, éclairagiste de génie et créateur de la salle de cinéma le Ouimetoscope, qui met en place de nouveaux dispositifs pour monter avec éclat Quo Vadis ? de Henryk Sienkiewicz. Puis d'autres succès, comme la Mulâtresse de Dion Boucicaut, le Maître de forges de Georges Ohnet et les Trois Mousquetaires de Dumas. La machine est enfin lancée. Toutefois selon sa devise : «Spectacles instructifs, intéressants et variés», il encourage des créations locales, comme la pièce Joe Montferrand (1903) de Louis Guyon, dont le journal La Patrie écrit en octobre 1903 : « c’est une magnifique peinture des mœurs canadiennes ».
En septembre 1904, il quitte Montréal pour faire une tournée dans la province Québécoise, et revient au Théâtre national français en 1906, à titre de directeur artistique et de copropriétaire de l’établissement, qui accuse, depuis son départ, un déclin relatif. Il donne alors la revue à la mode avec Ohé ! Ohé ! Françoise ! d’Ernest Tremblay, Léon May et Gaston Dumestre, qui attire, en janvier 1909, 40 000 spectateurs en trois semaines. La machine est relancée.
 Cazeneuve quitte de nouveau le Théâtre national français, mais l'intérêt croissant du public pour le cinéma ralentit sa carrière au théâtre. Il entame une saison de quelques semaines au New Empire Theatre de Montréal en 1917–1918, mais la conjoncture reste défavorable. Il quitte Montréal pour Hollywood vers 1919, où il entreprend une nouvelle carrière au cinéma.
Sous la coupe et la bienveillance de Cazeneuve, des comédiens comme Elzéar Hamel, J.-P. Filion, Antoine Godeau et J.-S. Archambault (Palmieri) passeront de l'expérience des cercles d'amateurs au niveau professionnel.
Paul Cazeneuve laisse derrière lui une carrière impressionnante : la production de 300 drames français, anglais et américains et l’interprétation de quelque 200 rôles .
 .

### Période Hollywoodienne
À partir de 1919, il part à Hollywood pour se consacrer cette fois au cinéma naissant. Il décrochera quelques petits rôles dans des films comme The Queen of Sheba (1921) et The French doll (1923) et s'essaye même à la réalisation.

En 1920, il épouse l'actrice et chanteuse américaine, Orpha Kinne, veuve d’Edgar Taylor et mère du réalisateur Ray Taylor. Il la fera jouer dans un certain nombre de ses films. Ceux-ci n'auront d'ailleurs que peu de succès dans leur globalité. Son dernier film Why get married ? qu'il tourne en tant que réalisateur en 1923 sera un échec. Peu après, une grave maladie à laquelle il succombera un peu plus tard, le force à abandonner le cinéma. Il meurt dans un grand dénuement au point que le comédien William Farnum devra payer les frais de sa maladie et de ses funérailles.

## Théâtre à grand spectacle
Fidèle à sa formation au théâtre à l'américaine, Paul Cazeneuve privilégie les mises en scènes grandioses à grand déploiement technique. Le succès sera en tout point aux rendez-vous, et pour cause, comme le rapporte, d'après des recherches universitaires, la Revue québécoise d’études théâtrales dans L'Annuaire théâtral : 
- « [...] la troupe du National s'apprête à monter Quo Vadis de H. Sienkiewicz [...]. Cette super-production nécessite l'ajout de nouveaux éléments au système d'éclairage en place. Mais les inspecteurs de la ville de Montréal jugent que le système d'éclairage ne peut absorber une tension supplémentaire et exhorte la direction du National à opérer des transformations majeures. L'approche de la date de la représentation ne laisse guère d'alternative aux administrateurs du National qui confient la lourde besogne à Ernest Ouimet. Contre toute attente, le jeune électricien, en cinquante heures consécutives de travail, équipe le National du système électrique et de l'éclairage adéquats pour le spectacle. Grâce à des effets de lumière, il crée des tableaux qui s'apparentent beaucoup à ceux des vues animées qui n'existent pas encore. Pour pallier les occasionnelles pannes électriques du National qui ont déjà nécessité l'annulation d'une représentation du soir, Ouimet recourt au système d'éclairage au gaz. »

- « Cazeneuve stupéfie les spectateurs par une mise en scène autant ingénieuse qu'audacieuse. Celle du Pavé de Paris, le 31 mai 1902 compte bien reproduire « un incendie [...] avec la plus grande fidélité, les pompiers combattant les flammes avec deux pompes à vapeur [...] » et, ne ménageant aucun effet, « [...] la tentative de noyade de Marie, dans la Seine, une Seine avec de l'eau naturelle, s'il vous plaît ! [...]. »
- « Dans le drame champêtre le Vieux Foyer, qui met en parallèle les bienfaits de la campagne et les méfaits de la ville, Cazeneuve fait sensation au premier acte lorsqu'il confie un rôle de figurants à des vaches, des poules et des canards ».

## Filmographie
En 1919, Paul Cazeneuve s'installe à Hollywood où il alternera entre acteur et réalisation de films :
| Année | Titre                                                | Acteur/Rôle                | Réalisateur                             | État de conservation du film |
| ----- | ---------------------------------------------------- | -------------------------- | --------------------------------------- | ---------------------------- |
| 1919  | His Wife's Friend/La Dernière Partie d'échecs        | Ling Foo                   | Joseph De Grasse                        | Perdu ?                      |
| 1920  | Heart Strings                                        | La Touche                  | J. Gordon Edwards                       | Perdu                        |
| 1920  | The Adventurer                                       | Don Jose, premier ministre | J. Gordon Edwards                       | Perdu ?                      |
| 1920  | Sunset Sprague                                       | Non                        | Paul Cazeneuve et Thomas N. Heffron     | Probablement perdu           |
| 1920  | Square Shooter                                       | Non                        | Paul Cazeneuve                          | Probablement perdu           |
| 1920  | Her Honor the Mayor                                  | Non                        | Paul Cazeneuve                          | Probablement perdu           |
| 1920  | The Spirit of Good                                   | Non                        | Paul Cazeneuve                          | Probablement perdu           |
| 1920  | The Iron Heart                                       | Non                        | Denison Clift et Paul Cazeneuve         | Probablement perdu           |
| 1921  | Big Town Ideas                                       | Le directeur du spectacle  | Carl Harbaugh                           | Probablement perdu           |
| 1921  | Why Trust Your Husband?                              | Non                        | George Marshall et Cazeneuve (scénario) | Probablement perdu           |
| 1921  | The Queen of Sheba (1921 film)                       | L’envoyé du pharaon        | J. Gordon Edwards                       | Fragment de 17 secondes      |
| 1923  | Six Days / Sous la terre meurtrie                    | Chef                       | Charles Brabin                          | Probablement perdu           |
| 1923  | The French Doll / Poupée de France / Poupée de Paris | M. Mazulier                | Robert Z. Leonard                       | Existant                     |
| 1924  | Why Get Married? / Pourquoi se marier ?              | Non                        | Paul Cazeneuve                          | Perdu ?                      |